# Liste des parcs d'État de l'Iowa
Liste des parcs d'État de l'Iowa aux États-Unis d'Amérique par ordre alphabétique. Ils sont 
gérés par l'Iowa Department of Natural Resources. Les parcs d'État gérés par les comtés sont listés séparément.
- Ambrose A. Call
- Backbone
- Badger Creek
- Beed's Lake
- Bellevue
- Big Creek
- Black Hawk
- Brushy Creek
- Cedar Rock
- Clear Lake
- Dolliver Memorial
- Elk Rock
- Elinor Bedell
- Fort Atkinson
- Fort Defiance
- Geode
- George Wyth Memorial
- Green Valley
- Gull Point
- Honey Creek
- Lacy-Keosauqua
- Lake Ahquabi
- Lake Anita
- Lake Darling
- Lake Keomah
- Lake MacBride
- Lake Manawa
- Lake of Three Fires
- Lake Wapello
- Ledges
- Lewis and Clark
- Maquoketa Caves
- McIntosh Woods
- Mines of Spain & E.B. Lyons
- Nine Eagles
- Okamanpedan
- Palisades-Kepler
- Pikes Peak
- Pilot Knob
- Pine Lake
- Pleasant Creek
- Prairie Rose
- Preparation Canyon
- Red Haw
- Rice Lake
- Rock Creek
- Shimek
- Springbrook
- Stephens
- Stone
- Twin Lakes
- Union Grove
- Viking Lake
- Volga River
- Walnut Woods
- Wanata
- Wapsipinicon
- Waubonsie
- Wildcat Den
- Wilson Island
- Yellow River

## Parcs d'État gérés par les comtés
- Cold Springs
- Crystal Lake
- Eagle Lake
- Echo Valley
- Frank A. Gotch
- Heery Woods
- Lake Cornelia
- Kearny
- Mill Creek
- Oak Grove
- Oakland Mills
- Pammel
- Sharon Bluffs
- Spring Lake
- Swan Lake
- Twin Lakes